# Krang
Krang (también escrito Kraang) es un supervillano ficticio que aparece en los medios relacionados con Tortugas Ninja, más frecuentemente en la serie animada de 1987 y sus productos asociados, como el cómic Teenage Mutant Ninja Turtles Adventures y la mayoría de los videojuegos clásicos de TMNT.
La primera aparición de Krang en cómics fue en Teenage Mutant Ninja Turtles Adventures vol. 1, # 1, publicado por Archie Comics en agosto de 1988. En la serie de televisión de 1987, Krang fue expresada por Pat Fraley. Él sigue siendo uno de los antagonistas principales de las Tortugas Ninja, apareciendo como General Krang en la publicación de cómics IDW de 2012. Krang es uno de los principales antagonistas de la franquicia después de Shredder. El personaje hizo su primera aparición de acción en vivo en la secuela de 2016, Teenage Mutant Ninja Turtles: Out of the Shadows, con su voz proporcionada por Brad Garrett.
Krang fue creado por David Wise, con inspiración para el Utrom, para suministrar a Shredder tecnología extraterrestre.

## Descripción
Krang es un alienígena de la raza Utrom de la dimensión X. No posee un cuerpo ya que fue despojado de él y arrojado de la Dimensión X quedando reducido a un cerebro de color rosa con ojos, boca y tentáculos. Tiene un gran conocimiento tecnológico y una increíble inteligencia; además, es el emperador de la Dimensión X y tiene bajo su mando a miles de Soldados de Piedra (Rock Soldiers) que son comandados por el General Traag, quienes lo esperan en la Dimensión X para conquistar el universo.
Al llegar a La Tierra sin cuerpo se ve obligado a aliarse con Destructor (Shredder), al cual provee de tecnología alienígena para ayudarlo a conquistar La Tierra y destruir a su enemigo Hamato Yoshi. A cambio Destructor le conseguiría un cuerpo con el cual podrá dirigir a sus fuerzas de la Dimensión X.
Fue arrojado a La Tierra con su fortaleza movible, el Tecnodromo (creado por Drakus). Esta fortaleza cuenta con un portal interdimesional con el cual puede transportarse a la Dimensión X. En esta fortaleza se fabrican los Soldados del Pie (Foot Soldiers) que forman el ejército de Destructor (Shredder). Es también el creador de Mutageno sustancia que muto a las Tortugas Ninja y a Hamato Yoshi en Splinter. Posteriormente esta sustancia daría origen a más criaturas mutantes enemigos y aliados de las Tortugas Ninja.

## Origen
En la historia de fondo de la serie de televisión de 1987-1996 Teenage Mutant Ninja Turtles, Krang fue originalmente un señor de la guerra de la Dimensión X que comandaba un ejército de Rock Soldiers bajo la dirección del General Traag y el Teniente Granitor. Tomó el Tecnódromo completado (una poderosa fortaleza de batalla móvil) para él mismo, y luego desterró a Drakus (quien ayudó a Krang a construirlo) a la Tierra. Finalmente, Krang también sería desterrado de la Dimensión X, pero no antes de ser despojado de su cuerpo y reducido a una forma de cerebro. En el episodio "Invasion of the Krangazoids" Krang se clona a sí mismo, y sus clones evolucionaron más tarde desarrollando sus propios cuerpo, similares a los de reptiloides.
Mientras estaba en la Tierra, Krang se alió con Shredder que, junto con su robótico ejército de Soldados del Pie, se trasladó al Tecnódromo. A cambio, la Destructora tuvo que construir un nuevo cuerpo para Krang, un traje de traje con forma humana que este último había diseñado. Shredder cumplió con su parte del trato en el episodio de la temporada 1 "Shredder and Splintered", en gran parte porque no pudo lidiar con las Tortugas y necesitaba la ayuda de Krang. En el episodio de la temporada 3 "Shredderville", las Tortugas sueñan con un mundo paralelo en el que nunca existieron, y Shredder no tuvo ningún problema en conquistar el mundo; en el mismo sueño, Shredder abandonó a Krang después de que su conquista fue completa, dejándolo sin cuerpo y un tecnódromo muy dañado.
El objetivo final de Krang es gobernar todas las dimensiones, incluida la Tierra. Cada plan que Krang concibe está dirigido hacia este objetivo, o hacia el objetivo a corto plazo de potenciar el Tecnódromo. Sin embargo, no comparte el odio obsesivo de Shredder por las Tortugas y Splinter. En cambio, parece considerarlos como meras molestias que deben ser destruidas cuando interfieren con sus planes. En temporadas anteriores, la relación de Krang con Shredder consistía principalmente en resentimiento, desconfianza y disputas constantes sobre tácticas, pero a partir de la octava temporada en adelante, son mucho más cooperativas entre sí. Hubo muchas veces que Shredder pudo haber dejado a Krang a merced de las Tortugas o Lord Dregg, pero él siempre lo rescató, y llegó tan lejos como para donar su energía vital para salvarlo.
Krang pasa las primeras siete temporadas en el Tecnódromo, ya sea en algún lugar de la Tierra o en la Dimensión X, planeando encender su fortaleza de batalla y apoderarse de la Tierra. Al final de la temporada 7, las Tortugas devuelven el Tecnódromo a la Dimensión X sin Krang o Shredder, obligándolas a trabajar en un antiguo edificio de ciencias hasta que puedan construir un nuevo portal a la Dimensión X y reclamarlo, lo que finalmente harán. Sin embargo, las Tortugas los siguen a la Dimensión X y destruyen los motores principales del Tecnódromo, atrapándolos a ellos ya sus habitantes en la Dimensión X para siempre y poniendo fin a los planes de Krang.
Krang pasó los siguientes dos años en Dimensión X hasta que fue contactado por Dregg, quien hizo los arreglos para que él y Shredder regresaran a la Tierra para ayudarlo a luchar contra las Tortugas. Juntos, capturan a sus enemigos, pero traicionan a Dregg e intentan drenar tanto a él como a las Tortugas de su energía vital. Dregg logra escapar, sin embargo, y captura a Shredder y Krang con la ayuda de sus microbots. Luego trata de drenar la energía vital de las Tortugas, Krang y Shredder de una vez, haciéndolas más débiles mientras que Dregg se hace más fuerte. Shredder solo se escapa de la trampa y restaura a Krang, pero Dregg finalmente los captura de nuevo. Finalmente, las Tortugas estropean los planes de Dregg y transportan a Shredder y Krang de vuelta a la Dimensión X, y no se los vuelve a ver por el resto de la serie.
En el final de la serie, "Divide and Conquer", las Tortugas regresan a las ruinas del Tecnódromo y toman el cuerpo de Androide de Krang, que necesitan para luchar contra Dregg. Krang no está a la vista.
En la serie Archie Comics, Krang fue representado como mucho más malvado y malvado que en la serie animada. Se decía que tenía la sangre de razas enteras en sus manos, como el planeta natal Huanu de Wingnut y Screwloose.
En la película de 2009 Tortugas para siempre, las tortugas posteriores del 2003 también se encuentran con Krang, quien eventualmente ayuda a las tortugas a derrotar a Utrom Shredder. Las Tortugas de 2012 se enfrentarían a Krang cuando se uniera a Kraang, que servía como sus antagonistas.

### Habilidades
Krang usa un poderoso cuerpo androide con una cabina en el torso. El propósito principal de este traje es la movilidad y la protección, ya que Krang es vulnerable fuera del traje. Sus habilidades incluyen manos que pueden cambiar de forma en una variedad de armas y dispositivos de comunicación. En episodios posteriores, el traje parece ser modular, ya que se ve a Krang cambiando los brazos del traje de una colección de elementos a bordo del Technodrome; El traje también se ha visto con alas de jet en lugar de armas.
Krang también empleaba ocasionalmente una máquina a la que se refería como un "caminante de burbujas" o simplemente "caminante". Este dispositivo era principalmente un conjunto de patas mecánicas unidas a una plataforma con una cubierta protectora transparente a través de la cual Krang podía ver, y agujeros para que él extendiera sus tentáculos de manera que pudiera manipular objetos. Este modo particular de transporte fue la versión utilizada para el primer juguete de Krang producido por la compañía de juguetes Playmates Toys. También había dos juguetes de Krang y su cuerpo androide, uno de ellos una figura a gran escala y otro similar en tamaño a (pero fuera de escala con) las figuras de tamaño regular. Ambos vinieron con figuras Krang removibles.
En la versión de TMNT de Archie Comics, se demostró que Krang tiene la capacidad de unir completamente su propio cuerpo a las cabezas de otros seres vivos mientras están inconscientes y tienen el control total del cuerpo de ese ser mientras está conectado, como se ve cuando se unió a él. El cuerpo inconsciente de Shredder tras un nuevo aliado de Krang eliminó a Shredder.
En la temporada final de la serie animada de 1987, Krang mostró signos de poderes psíquicos cuando hipnotizó a uno de los soldados de Lord Dregg para que obedeciera las órdenes de Shredder y de Shredder, diciendo que solo funcionaría en personas de voluntad débil.

### En relación con los utroms
La apariencia física de Krang se inspiró en los Utroms del cómic TMNT original y en la serie animada de 2003 hay un Utrom llamado Krang. Sin embargo, en la serie animada de 1987, Krang no se afirma que sea un Utrom. Hay varias diferencias importantes:
- Se afirma que los Utroms provienen de otro planeta en la galaxia de la Vía Láctea, mientras que en la serie animada de 1987, Krang proviene de la Dimensión X.
- Los Utroms son naturalmente extraterrestres, mientras que en la primera serie animada, Krang afirma ser un extraterrestre que ha sido despojado de su cuerpo y dejado solo con su cerebro. Nunca se indica qué tipo de cuerpo tenía hasta el episodio "Invasión de los Krangazoides", que representa a sus clones desarrollando grandes cuerpos de reptiles bípedos, lo que indica que este era el aspecto original de Krang en términos de forma física. No se sabe qué esquema de color habría tenido el cuerpo, ya que cada clon tenía un cuerpo de diferente color.
- Krang nunca se refiere a sí mismo como un Utrom, ni nadie más, en la serie animada de 1987.

En la serie animada de 1987, la forma física natural de Krang puede o no ser como un cerebro:
- Por un lado, cuando se clonó a sí mismo en "Invasion of the Krangazoids", sus clones, aunque inicialmente eran criaturas del cerebro como él, continuaron desarrollándose hasta que tenían cuerpos completos, lo que llevó a la idea de que la verdadera forma de Krang es una gran criatura reptiliana.
- Por otro lado, en un episodio anterior "Four Musketurtles", los miembros de la especie de Krang aparecieron en un flashback que se parecía a él sin el cuerpo, usando a los caminantes de burbujas como los suyos para moverse.

La carrera de Dan Berger en la tira cómica TMNT a mediados de la década de 1990 indicaba que Krang era un criminal de Utrom.
Si bien la carrera de Utrom no apareció de ninguna manera en la serie animada de 1987, aparte de que Krang tiene un diseño similar, aparecería en la serie de 2003 TMNT. Krang, del universo de 1987, se encuentra cara a cara con Utrom Shredder durante Turtles Forever e inicialmente se mostró satisfecho con su parecido con la forma Utrom de Shredder.
Krang es un utrom en la serie de cómics IDW.
En la serie 3D del 2012, de Nickelodeon, se reveló que Krang originalmente formaba parte del ejército del Kraang,Pero el Kraang Supremo lo destierro por su incompetencia y fue enviado a la dimensión 2D de la Serie de animada de 1987. Esto resuelve el misterio de por qué el Krang parecía ser el único de su especie, siendo que en series posteriores había más como él.

## Serie 2003
Si bien no apareció como villano o personaje principal en la serie de 2003, hubo un homenaje a Krang en el episodio " Secret Origins Part 3 ". Mientras los Utroms caminan hacia el transmat para ir a casa, uno de ellos se queja: "Odio caminar sobre mis tentáculos". Luego, otro Utrom responde: "¡Oh, cállate, Krang!". Este Krang fue expresado por Wayne Grayson.
Krang también aparece en la película crossover de 2009, Turtles Forever, en la que él, Shredder y las tortugas del show de 1987 terminan en el universo de 2003. Aunque Shredder fue capaz de encontrar su contraparte de 2003, no pudo encontrar la de Krang, a pesar de que existe en este universo (aunque como un Utrom regular, no malvado). Krang se expresa aquí por Bradford Cameron.

## Serie 2012
Una especie alienígena basada tanto en Krang como en Utroms aparece en el programa Nickelodeon de 2012, llamado El Kraang. como los antagonistas secundarios de las temporadas 1 y 2. No es diferente a Utroms en Mirage Comics y la serie de TV de 2003, se presentan como una raza de alienígenas con forma de cerebro de Dimensión X que pilotan cuerpos robóticos que fueron responsables de llevar el mutágeno que fue responsable de las mutaciones de las Tortugas a la Tierra. La mayoría de ellos son expresados por Nolan North.
Como se reveló en "The War for Dimension X", una vez fueron parte de la carrera pacífica de Utrom, hasta que Kraang (interpretada por Roseanne Barr en las temporadas 1 y 2, Rachel Butera en la temporada 3), una científica de Utrom, descubrió el mutágeno, que se ordeña de los gusanos nativos gigantes llamados Kraathatrogons, y se usa para engrandecerse mientras gana poderes psíquicos. Al volverse loco, Kraang, refiriéndose a sí mismo como Kraang Prime, usó su poder para subyugar a la mayoría de su especie copiando su mente en la de ellos. El Utrom afectado se conoce como Kraang como ellos y Kraang Sub-Prime (voz de Gilbert Gottfried), un Utrom que voluntariamente juró lealtad a Kraang Prime, trabaja para infiltrarse y mutar en otros mundos. Entre sus mundos objetivo está la Tierra, que establece TCRI y World Wide Genome Project, como frentes para recopilar el ADN de cada especie animal y vegetal en la Tierra. La historia de los Kraangs se entrelazó con las Tortugas cuando se toparon al entonces humano Hanmoto Yoshi espiándolos y lucharon contra él mientras sostenía a las Tortugas (que aún no están mutadas), lo que provocó que mutaran cuando uno de los Kraang soltó accidentalmente un bote mutágeno, rompiéndolo y derramando el mutágeno sobre ellos.
Cuando las tortugas mutadas salieron al mundo de la superficie 15 años después en el episodio: "Rise of the Turtles", se encontraron cara a cara con el Kraang cuando intentaban secuestrar a April O'Neil y la salvaron, mientras su psicólogo padre Kirby O 'Neil fue tomado cautivo. En el episodio: "Gauntlet", que logró desactivar una bomba de mutágeno colocada en el techo del Hotel Wolf, Kirby aprendió que los kraang están utilizando a varios científicos para estabilizar el mutágeno para su uso en la Tierra. Pero como se reveló en el episodio: "It Came from the Depths", la célula de poder necesaria para el portal de Kraang entre la Dimensión X y la Tierra fue robada por Leatherhead Seis meses antes, finalmente lo reclamaron en el episodio "The Pulverizer". En el episodio "TCRI", que destruyó el portal con la ayuda de Leatherhead, las tortugas aprendieron los planes de Kraang para terraformar la Tierra y también lo son después de April.
A raíz del episodio : "Enemy of My Enemy", uno de los Kraang terminó bajo la custodia de Shredder, y lo interrogaron en el episodio: "Vendetta de Karai" del por qué su especie persigue a las Tortugas. Cuando un plan para robar el mutágeno de TCRI va en el episodio : "The Pulverizer Returns", Shredder decide formar una alianza con el Kraang. En el episodio "Operation: Break Out" y "Booyaka-Showndown", colocando un chip de control mental en Kirby, Kraang diseñó su "escape" con la ayuda de las Tortugas para que le entregara a April a Shredder para que la pueda usar para atraer a Splinter afuera. Una vez que se completa esa fase, Shredder entrega a April al Kraang, quien procede a usar el portal reparado para llevar a uno de sus Technodrones a la Tierra, aunque las Tortugas posteriormente lograron destruir el edificio TCRI. Kraang Prime procede a drenar la energía mental única de abril para ayudar al proceso de terraformación. Sin embargo, las tortugas interfirieron en este plan,
Los Kraang continuaron planteando una amenaza durante la segunda temporada, manteniendo brevemente una alianza con el Pie en la que les proporcionan soldados ninja robóticos e intentan proporcionarles mutágenos para que puedan crear mutantes para destruir a las Tortugas. Sin embargo, su asociación se disolvió después de una serie de incidentes, entre ellos las Tortugas que interceptaron una carga de mutágenos, que posteriormente se dispersó por la ciudad y su creación robotizada Chrome Dome desafiando las órdenes de Karai de matar a April, ya que el Kraang todavía deseaba capturarla.
En "The Kraang Conspiacy", fue revelado posteriormente por un investigador privado, Jack Kurtzman, que había estado investigando las desapariciones de Kirby O'Neil y los otros científicos que Kraang había secuestrado, que esto se debe a que Kraang se ha estado preparando para terraformó la Tierra durante siglos, alterando el ADN humano hasta que pudieron crear un híbrido humano-Kraang perfecto: abril. En sus esfuerzos por utilizarla, los Kraang crean una serie de clones de abril, incluido un fallo deforme apodado "April Derp" por Mikey; todos estos clones fueron posteriormente destruidos por April y las Tortugas, con el "April Derp" destruido cuando April lanzó una explosión física.
En "Metalhead Rewired", el Kraang inicia un plan para capturar a los diversos mutantes que habitan en Nueva York y los esclaviza con dispositivos de control especiales. Lograron reunir a varios mutantes y encarcelarlos en una instalación en una dimensión de bolsillo, pero Metalhead y las Tortugas descubrieron el lugar. Utilizaron brevemente Snakeweed y Spider Bytez contra las Tortugas, pero Metalhead los liberó a ellos y a los otros mutantes, quienes escaparon a Nueva York junto con las Tortugas.
En "The Manhattan Project", las Tortugas se enfocan en una nueva parcela de Kraang que involucra a los Kraang que traen algunos Kraathatrogons a Nueva York. Cuando las Tortugas intentan frustrar sus planes, ellas y Kraang terminan luchando debajo de Nueva York y en la red de portales interdimensionales de Kraang. Al final, las Tortugas pueden enviar a los Kraathatrogons nuevamente a la red del portal, con uno de ellos que se comió la nueva mano derecha de Shredder Tiger Claw y terminó en el universo de la serie animada 1987 Ninja Turtles. Allí, la furiosa criatura fue atacada por la versión de 1987 de las Tortugas antes de que Tiger Claw se abriera camino, y después de luchar contra ellas finalmente regresó al universo 2012.
En "Into Dimension X", el Kraang finalmente ha perfeccionado el mutágeno, pero Leatherhead advirtió en secreto acerca de este éxito de Leatherhead a través de un Kraang Communication Orb. Después de encontrar su camino hacia la Dimensión X y viajar a la fortaleza de la casa de Kraang, que estaba siendo vigilada por Traag y Granitor, las Tortugas rescataron a Leatherhead y lo ayudaron a evitar que Kraang dejara el mutágeno perfeccionado en la dimensión de la Tierra a través de múltiples portales.
En "La invasión", el Clan del pie finalmente hizo una alianza completa con el Kraang para atraer y destruir a las Tortugas a cambio de ayudarlas a invadir la ciudad, lo que el Kraang hizo a través de varios espías; Se descubre que el personaje de Irma Langenstein es la vivienda robótica de uno de esos espías, Kraang Sub-Prime, quien finalmente fue derrotado por Splinter. Habiendo perfeccionado el mutágeno en un episodio anterior, comenzaron a usarlo en la "forma Kraang" de Nueva York, convirtiendo a los humanos y sus alrededores en criaturas y estructuras que recuerdan a la Dimensión X. Las Tortugas, Leatherhead, Splinter, April y Casey intentaron brevemente luchar contra ellos, pero a pesar de la ayuda del nuevo Turtle-Mech creado por Donatello, se vieron obligados a retirarse después de una batalla con Kraang Prime.
En "Buried Secrets", las Tortugas descubrieron un barco Kraang debajo de la granja familiar de April, donde su bisabuelo supuestamente lo descubrió y el Kraang en el interior, lo que llevó a generaciones de experimentación con parientes fallecidos del lado materno de April de la familia O'Neil hasta Culminando en los experimentos que realizaron sobre su madre. También descubrieron a un clon de la madre de April que estaba sellada en el barco por ser inestable y logró derrotarla.
En "Regreso a Nueva York", las Tortugas volvieron a encontrar la ciudad bajo el control del Kraang, con todos menos un puñado de humanos, incluida la Fuerza de Protección de la Tierra, o bien mutados o equipados con dispositivos de control mental. Se muestra que los Kraang controlan las calles de Nueva York, y los humanos capturados al aire libre son capturados y mutados. También colocaron un avión no tripulado de seguridad en la guarida de las Tortugas para evitar que volvieran a ocuparlo. Estas medidas de seguridad obligan a las Tortugas a actuar con precaución durante gran parte del siguiente arco, y en la "Caza de Serpientes" incita a Anton Zeck e Ivan Steranko a buscar un acuerdo con el Destructor para salir de la ciudad. Su intento de hacerlo a través de la captura de Shredder 'Después de que Karai se escapa debido a la interferencia de las Tortugas.
En la "Batalla por Nueva York", la confrontación de las Tortugas con el Kraang por la ciudad ocurrió cuando inesperadamente se les unieron los Mighty Mutanimals, un equipo rebelde de mutantes. Los dos equipos logran frustrar un plan de Kraang para lanzar un misil mutágeno, y luego lanzan un ataque en el portal de Kraang para que las Tortugas puedan infiltrarse en la Dimensión X y curar y liberar a los humanos mutados. Esto los lleva a otra confrontación con Kraang Sub-Prime, que sigue a las Tortugas a la Dimensión X, mientras que los Mutanimales luchan por capturar y mantener el portal. Después de luchar contra las fuerzas de Kraang a ambos lados de la puerta de entrada, los dos grupos de mutantes logran teletransportar a los humanos curados a la Tierra mientras envían al Kraang de nuevo a la Dimensión X, por el momento, para detener la invasión.
"La trampa cuádruple" involucra a un Karai controlado por la mente que usa la idea de que Kraang ha regresado a la Tierra como una trampa para atraer y capturar a varias de las Tortugas. El Kraang regresaría luego en verdad durante "¡Dinosaurios vistos en las alcantarillas!" intentando abrir otro portal y traer una flota de tecnódromos a la Tierra. Sus diversas operaciones fueron diezmadas cuando Zog, un explorador avanzado de los enemigos jurados de los Triceratons de Kraang, los atacó, causando considerables estragos a pesar de estar envenenado con nitrógeno y carecer de su equipo. Después de encontrarse con Zog, las Tortugas se unieron a sus esfuerzos, sin darse cuenta de que planeaba alertar a la armada Triceraton de la ubicación de la Tierra para que pudieran destruirla y eliminar al Kraang. Los planes de Kraang para abrir un portal se vieron frustrados,
En "Annihilation Earth", las Tortugas se enteran de la existencia de la Tribu Utrom, un grupo escindido de Kraang, de un miembro que lleva el nombre de Bishop, quien es responsable del diseño de los cuerpos de Kraangdroid. Les informa que los Triceratons se están acercando a la Tierra, y también que el primer Tecnódromo que el Kraang trajo a la Tierra casi se ha reparado por completo. Las Tortugas y sus aliados lanzan un asalto total al Tecnódromo en un esfuerzo por derribarlo, lo que hace que varios de ellos sean capturados y llevados ante Kraang Prime y Sub-Prime, ambos de los cuales están presentes en la nave. Desafortunadamente, justo cuando el resto del equipo llega para liberar a sus compañeros, los Triceratons llegan a la órbita de la Tierra y atacan. Los Kraang despliegan barcos ocultos para atacar a los combatientes de Triceraton, pero son fácilmente derribados. Los Triceratons luego destruyen el Technodrome con Kraangs Prime y Sub-Prime a bordo sin tiempo aparente ni medios para escapar. Después de ser capturado por los Triceratons, Mikey revela el conocimiento de todos los escondites de Kraang en la Dimensión X; sin embargo, en "Más allá del universo conocido", las tortugas viajan en el tiempo hasta seis meses antes, en un esfuerzo por evitar que los Triceratons ataquen la Tierra utilizando el generador de agujeros negros, que el Kraang usó previamente para destruir el mundo natal de Triceraton.
En "La guerra por la dimensión X", las tortugas aprenden los orígenes del Kraang cuando se reúnen con el consejo de Utrom que consiste en Bishop, Pawn, Queen y Rook; Kraang Sub-Prime fue una vez el Caballero del grupo y el mejor héroe de Utrom hasta que los traicionó para unirse al Kraang. En este pasado alterado, Kraang Sub-Prime captura a los salamandrianos después de que se acercan a los Kraang para formar una alianza contra los Triceratons, después de haber descubierto que son amigos de las Tortugas. Luego rastrea a las Tortugas que llegan a la base de Utrom, donde captura a la Reina y la lleva de regreso a su Centro de Subcomandos. Los Utrom luego declaran la guerra a las instalaciones de Kraang Sub-Prime y se les unen las Tortugas, el Profesor Honeycutt y los Salamandras. A pesar de poseer un Dracodroid, las fuerzas de Kraang Sub-Prime están derrotadas y pierde un duelo contra Bishop.
En "Trans-Dimensional Turtles", la versión de 1987 de Krang se revela como un Kraang que fue desterrado de la Dimensión X porque era el miembro menos inteligente de acuerdo con Kraang Sub-Prime. Cuando Sub-Prime se entera de que Krang planeaba eliminar los universos de 2012, 1987 y Mirage Comics en lugar de esclavizar y mutar a los habitantes, devuelve a Krang al universo de 1987 antes de que 2012 y 1987 las Tortugas lo derroten temporalmente enviándole al universo de Mirage Comics.
En "La última batalla de la Tierra" se reveló que Kraang Sub-Prime compró el generador Black Hole del profesor Honeycutt, quien más tarde se arrepintió de su decisión después de que supiera lo que el Kraang pretendía hacer con eso. Los eventos vistos anteriormente en "Annihilation Earth" más tarde se desarrollaron de manera prácticamente idéntica hasta que las futuras Tortugas y sus aliados llegaron para detener a los Triceratons. Como tal, se puede suponer que el Technodrome fue destruido una vez más, aunque el destino de Kraang Sub-Prime y Kraang Prime es incierto.

## Videojuego
Krang aparece con frecuencia en los juegos de TMNT como un jefe final o como el penúltimo jefe, como el jefe final antes de luchar contra Shredder.
- En el primer juego de arcade (y la versión portada a la NES), es uno de los jefes de la etapa final de Technodrome. Él es el penúltimo jefe del juego.
- En Fall of the Foot Clan, él es el jefe final, en lugar de Shredder.
- En III: The Manhattan Project, es nuevamente el penúltimo jefe.
- En II: Back from the Sewers, tiene dos batallas contra jefes. El primero está al final del tercer nivel, donde lucha contra las Tortugas en su andador. También es el jefe final, y lucha contra las Tortugas en su aventura.
- En Turtles in Time, Krang inicialmente hace una aparición en la apertura, usando su traje gigante para robar la Estatua de la Libertad. El exotraje aparece una vez más en su forma gigante en la etapa de apertura, "Big Apple: 3 AM", y cerca del final del juego tiene dos batallas contra jefes. Las Tortugas se enfrentan a él primero al final de "Neon Night Riders", y destruyen su aventura. Las Tortugas se enfrentan a él nuevamente en "Starbase: Where No Turtle Has Gone Before", donde con su traje destruido, Krang en su lugar vuela un platillo volador arquetípico. En la edición de 2009 de Turtles in Time: Rehelled, Krang es la voz de Wayne Grayson.
- En The Hyperstone Heist, él es el jefe de nivel medio de la etapa final, presentando al exotraje.
- En la versión Mega Drive / Genesis de Tournament Fighters, Krang aparece como un jefe no jugable con su exotraje.
- El general Krang aparece en Teenage Mutant Ninja Turtles: Mutants in Manhattan con la voz de Steven Blum.
- Krang hace un cameo en el final de las Tortugas Ninja en Injustice 2. Se reveló que él es responsable de transportar a las Tortugas al universo de Injusticia mientras intentaba desterrarlas a la Dimensión X. Las Tortugas regresan a casa gracias a la Insurgencia de Batman y eliminan fácilmente a Krang y Shredder gracias a las súper píldoras que Harley Quinn les dio.

## Película
- Brad Garrett interpreta a Krang en Teenage Mutant Ninja Turtles: Out of the Shadows, donde fue la primera aparición oficial del personaje en vivo. Fred Armisen originalmente iba a hacer la voz del personaje, pero los conflictos de programación hicieron que Armisen no estuviera disponible. Después de que Shredder escapa de la cautividad al principio de la película, Krang lo teletransportó a su dimensión para decirle a Shredder sobre sus planes para la Tierra. En particular, su dispositivo de transporte, el Condensador de Arco, se astilló y sus partes se dispersaron por la Tierra, que tenían la capacidad de hacer un agujero negro que conectara su dimensión con la Tierra una vez que se volviera a ensamblar. Krang pidió que Shredder los reuniera para poder invadir la Tierra y gobernar el mundo. También le dio a Shredder un limo púrpura capaz de mutar humanos. Una vez Baxter Stockman armó el Condensador de Arco, Krang inmediatamente comenzó a armar el Technodrome, sin embargo, Krang no tuvo dudas sobre traicionar a Shredder, congelarlo y encerrarlo con su colección de otros enemigos derrotados. Pero las Tortugas pudieron intervenir, luchando contra Krang y su cuerpo androide en el proceso mientras los humanos ayudaban a revertir los componentes del Technodrome para regresar a la dimensión de Krang. Derrotado y enterrado bajo su androide, Krang juró que finalmente regresaría, más fuerte que antes.
- Krang aparece en la película independiente Casey Jones.